# Fulvia Dulbecco
Fulvia Dulbecco (Imperia, 12 maggio 1982) è una giocatrice di calcio a 5 ed ex calciatrice italiana, pivot del Virtus Romagna.

## Palmarès

### Calcio a 11

#### Club
- Campionato italiano di Serie A2: 1

Riviera di Romagna: 2010-2011
- Campionato italiano di Serie B: 1

Cervia: 2006-2007 (terzo livello)
Federazione Sammarinese: 2015-2016 (secondo livello)

#### Individuali
- Capocannoniere della Serie A2

Girone B: 2009-2010 (24 reti)